# وارد (إسلام)
الْوَارِدُ (الجمع: الْوَارِدَاتُ) هو عطاء رباني للمريد بعد بذله الأوراد وفق منهاج التصوف الإسلامي عند أهل السنة والجماعة.

## أنواع الواردات

### النور القلبي
فالأوراد المتأتية من الإيمان الصادق والعبادة الصحيحة ومجاهدة النفس تورث نورا يقذفه الله -عز وجل- في قلب من يشاء من عباده المريدين، مصداقا لقوله تعالى:
﴿يَا أَيُّهَا الَّذِينَ آمَنُوا اتَّقُوا اللَّهَ وَآمِنُوا بِرَسُولِهِ يُؤْتِكُمْ كِفْلَيْنِ مِنْ رَحْمَتِهِ وَيَجْعَلْ لَكُمْ نُورًا تَمْشُونَ بِهِ وَيَغْفِرْ لَكُمْ وَاللَّهُ غَفُورٌ رَحِيمٌ ۝٢٨﴾ (سورة الحديد)
فإذا توفرت معاني الإيمان الصادق من خلوّه من الشرك الخفي والرياء والضعف، فهو يتخلل القلب ويرسخ في النفس ويحرك الجوارح في طاعة الله ويجعل الغائب كالحاضر والمشاهد، ويملأ النفس طمأنينة وثباتاً واستقراراً ويهون على صاحبه البذل في سبيل الله ويزيد من تعلق صاحبه بالله وثقته به وتوكله عليه ورجاؤه منه وخوفه منه وتوجهه إليه، فإذا امتلأ قلب المسلم من هذه المعاني الإيمانية جادت نفسه بأنواع العبادات الخالصة لوجه الله جل جلاله.
وترتب على هذه العبادة وذلك الإيمان آثار عظيمة جداً في الدنيا والآخرة، ففي الدنيا سعادة وبهجة واطمئنان تشيع في جنبات النفس، وإشراقة حلوة ونور واضح يملأ باطن المسلم، وإذا ما أزداد هذا النور الداخلي طفح على وجهه فتعلوه وضاءة ونور يراه فيه المؤمنون، وإن كانت بشرته سوداء أو سمراء.

### الحلاوة القلبية
كما أن الأوراد المتأتية من الإيمان الصادق والعبادة الصحيحة ومجاهدة النفس تورث حلاوة، أو طعما، يقذفها الله -عز وجل- في قلب من يشاء من عباده المريدين، مصداقا لقوله تعالى:
﴿يَا أَيُّهَا الَّذِينَ آمَنُوا اتَّقُوا اللَّهَ وَآمِنُوا بِرَسُولِهِ يُؤْتِكُمْ كِفْلَيْنِ مِنْ رَحْمَتِهِ وَيَجْعَلْ لَكُمْ نُورًا تَمْشُونَ بِهِ وَيَغْفِرْ لَكُمْ وَاللَّهُ غَفُورٌ رَحِيمٌ ۝٢٨﴾ (سورة الحديد)
فإذا توفرت معاني الإيمان الصادق من خلوّه من الشرك الخفي والرياء والضعف، فإن المريد يجد أثرا آخر وهو حلاوة يذوقها المؤمن هي أحلى من العسل، ومن مظاهر هذه الحلاوة أن المؤمن يحب العبادة ويهدأ فيها، ويطمئن بها وبتشوق إليها ويرتاح بها، ولا يستغرب الأخ من هذا الكلام ولا يحسبه من باب الخيال، فإن للإيمان حلاوة تتذوقها الروح كما يتذوق اللسان المطعومات، مصداقا لقول رسول الله -صلى الله عليه وسلم- في الحديث الشريف:
⟨ ثَلَاثٌ مَنْ كُنَّ فِيهِ وَجَدَ حَلَاوَةَ الْإِيمَانِ: أَنْ يَكُونَ اللَّهُ وَرَسُولُهُ أَحَبَّ إِلَيْهِ مِمَّا سِوَاهُمَا، وَأَنْ يُحِبَّ الْمَرْءَ لَا يُحِبُّهُ إِلَّا لِلَّهِ، وَأَنْ يَكْرَهَ أَنْ يَعُودَ فِي الْكُفْرِ كَمَا يَكْرَهُ أَنْ يُقْذَفَ فِي النَّارِ ⟩
(صحيح البخاري: كتاب الإيمان: باب حلاوة الإيمان: رقم 16)
وفي الحديث الشريف الآخر:
⟨ ذَاقَ طَعْمَ الإِيمَانِ، مَنْ رَضِيَ بِالله رَبًّا، وَبِالإِسْلامَ دِيناً، وَبِمُحَمَّدٍ رَسُولاً ⟩
(صحيح مسلم: كتاب الإيمان: باب الدليل على أن من رضي بالله ربا وبالإسلام دينا وبمحمد رسولا فهو مؤمن وإن ارتكب المعاصي الكبائر: رقم 34)
فللإيمان حلاوة قطعاً، وهذه الحلاوة تشتد كلما قوي الإيمان ورسخ.

### الإلهام
كما أن الأوراد المتأتية من الإيمان الصادق والعبادة الصحيحة ومجاهدة النفس تورث إلهاما يقذفه الله -عز وجل- في قلب ونفس من يشاء من عباده المريدين، مصداقا لقوله تعالى:
﴿فَأَلْهَمَهَا فُجُورَهَا وَتَقْوَاهَا ۝٨﴾ (سورة الشمس)
ومصداقا لقول رسول الله -صلى الله عليه وسلم- في الحديث الشريف:
⟨ لَقَدْ كَانَ فِيمَا قَبْلَكُمْ مِنْ الْأُمَمِ مُحَدَّثُونَ، فَإِنْ يَكُ فِي أُمَّتِي أَحَدٌ فَإِنَّهُ عُمَرُ ⟩
(صحيح البخاري: كتاب فضائل الصحابة: باب مناقب عمر بن الخطاب أبي حفص القرشي العدوي رضي الله عنه: رقم 3486)
ذلك أن قذف الإلهامات في قلب ونفس المؤمن ينير له الطريق إلى الله ويعينه على إبصار الحق وحل المشاكل.
وقد عَرَّفَ الإلهامَ أهلُ العلم بتعريفات متقاربة، فقال ابن الأثير -رحمه الله-:
⟨ أن يلقي الله في النفس أمراً يبعث العبد على الفعل أو الترك ⟩
(جامع الأصول في أحاديث الرسول: الجزء 4، الصفحة 213)
وقال زكريا الأنصاري -رحمه الله- في الإلهامِ:
⟨ الإلهامُ إلقاء معنى في القلب يطمئن له الصدر يخص الله به بعض أصفيائه، وليس بحجة من غير معصوم ⟩
(الحدود الأنيقة والتعريفات الدقيقة: الصفحة 68)
والإلهاماتُ أمور ثابتة، وقد تُسمى بالكرامات، وهي حق يجب التسليم بها، ولكنها لا تُتخذ دليلاً من أدلة الأحكام، فان أدلة الأحكام هي القرآن والسنة وما تفرع عنهما، ولكن الإلهامَ يُستأنس به ويُسترشد به في معرفة الأشخاص والأحوال وما يجب أخذه أو تركه في أمور الحياة.

### الخاطر
كما أن الأوراد المتأتية من الإيمان الصادق والعبادة الصحيحة ومجاهدة النفس تورث خواطرا يقذفها الله -عز وجل- في قلب ونفس من يشاء من عباده المريدين، مصداقا لقول رسول الله -صلى الله عليه وسلم- في الحديث الشريف:
⟨ لَقَدْ كَانَ فِيمَا قَبْلَكُمْ مِنْ الْأُمَمِ مُحَدَّثُونَ، فَإِنْ يَكُ فِي أُمَّتِي أَحَدٌ فَإِنَّهُ عُمَرُ ⟩
(صحيح البخاري: كتاب فضائل الصحابة: باب مناقب عمر بن الخطاب أبي حفص القرشي العدوي رضي الله عنه: رقم 3486)
ذلك أن قذف الخواطر في قلب ونفس المؤمن ينير له الطريق ويعينه على إبصار الحق وحل المشاكل.
والخواطر أمر ثابت، وقد تُسمى بالكرامات، وهي حق يجب التسليم بها، ولكنها لا تُتخذ دليلاً من أدلة الأحكام، فان أدلة الأحكام هي القرآن والسنة وما تفرع عنهما، ولكنها يُستأنس بها ويُسترشد بها في معرفة الأشخاص والأحوال وما يجب أخذه أو تركه في أمور الحياة.
فالخواطر التي ترد على الإنسان قد تكون من الإلهام الذي يلقيه الله -تعالى- في روع العبد، وقد تكون من وسوسة الشيطان، كما تكون من حديث النفس.

### الكشف أو الفراسة
كما أن آثار الإيمان الصادق ما يُسمى بالكشف، ويُراد به الكشف من بعض المخفيات والغيبيات ومعرفة هواجس النفس ونواياها وضغينة بعض الناس، مصداقا لقوله تعالى:
﴿وَلَوْ نَشَاءُ لَأَرَيْنَاكَهُمْ فَلَعَرَفْتَهُمْ بِسِيمَاهُمْ وَلَتَعْرِفَنَّهُمْ فِي لَحْنِ الْقَوْلِ وَاللَّهُ يَعْلَمُ أَعْمَالَكُمْ ۝٣٠﴾ (سورة محمد)
وهذا الكشف هو الذي يُسمى بالحديث الشريف بفراسة المؤمن، ففي الحديث الشريف:
⟨ اتَّقُوا فِرَاسَةَ الْمُؤْمِنِ فَإِنَّهُ يَنْظُرُ بِنُورِ اللَّهِ عَزَّ وَجَلَّ ⟩
(المقاصد الحسنة في الأحاديث المشتهرة على الألسنة: رقم 23)
وفي الأثر:
⟨ أن سيدنا عثمان بن عفان -رضي الله عنه- قال لبعض من دخل عليه من الصحابة -رضي الله عنهم-، وقد رأى امرأة في الطَّريق، فتأمَّل محاسنها، فخاطبه: (يدخل عليَّ أحدكم، وأثر الزنا ظاهر على عينيه)،
فقيل له: أوحي بعد رسول الله -صلى الله عليه وسلم- يا أمير المؤمنين؟
فقال سيدنا عثمان: لا، ولكن تَبْصِرة وبرهان، وفِرَاسَة صادقة ⟩
(الروح: الصفحة 240) - (الرسالة القشيرية: الجزء 2، الصفحة 393) · 
وآثار الزنا التي أبصرها سيدنا عثمان -رضي الله عنه- في وجه الداخلين كانت بسبب رؤيتهم ما لا يحل لهم، وفي الحديث: (العين تزني وزناها النظر).
والفراسة أمر ثابت، وقد تُسمى بالكرامات، وهي حق يجب التسليم بها، ولكنها لا تُتخذ دليلاً من أدلة الأحكام، فان أدلة الأحكام هي القرآن والسنة وما تفرع عنهما، ولكن هذا الأمر يُستأنس به ويُسترشد به في معرفة الأشخاص والأحوال وما يجب أخذه أو تركه في أمور الحياة.

### الرؤيا
أما الرؤى – وهي جمع رؤيا – فمنها الصادقة ومنها أضغاث أحلام، ورؤيا المؤمن غالباً ما تكون صادقة صريحة أو تحتاج إلى تأويل، مصداقا لقوله تعالى:
﴿وَإِذْ قُلْنَا لَكَ إِنَّ رَبَّكَ أَحَاطَ بِالنَّاسِ وَمَا جَعَلْنَا الرُّؤْيَا الَّتِي أَرَيْنَاكَ إِلَّا فِتْنَةً لِلنَّاسِ وَالشَّجَرَةَ الْمَلْعُونَةَ فِي الْقُرْآنِ وَنُخَوِّفُهُمْ فَمَا يَزِيدُهُمْ إِلَّا طُغْيَانًا كَبِيرًا ۝٦٠﴾ (سورة الإسراء)

## الحكم العطائية
يُعتبر الْوَارِدُ كذلك من أهم عناصر المنهاج التربوي الذي يعتمد عليه المريد من وراء التزامه بالسلوك والتزكية، وذلك مصداقا للعديد من النصوص والشواهد عند أهل السنة والجماعة.
وهذا ما جعل ابن عطاء الله السكندري يورد العديد من نظراته حول الوارد في حكمه، من بينها:
1. ⟨ إذا رأيت عبدا أقامه الله تعالى بوجود الأوراد، وأدامه عليها مع طول الإمداد، فلا تستحقرن ما منحه مولاه؛ لأنك لم تر عليه سيما العارفين، ولا بهجة المحبين، فلولا وارد ما كان وِرْدٌ ⟩ (الحكمة العطائية: 67)[13]
2. ⟨ لا يستحقر الْوِرْدَ إلا جهول: الوارد يوجد في الدار الآخرة، والْوِرْدُ ينطوي بانطواء هذه الدار، وأولى ما يعتني به ما لا يخلف وجوده. الْوِرْدُ هو طالبه منك، والوارد أنت تطلبه منه، وأين ما هو طالبه منك مما هو مطلبك منه؟ ⟩ (الحكمة العطائية: 112)
3. ⟨ تنوعت أجناس الأعمال، لتنوع واردات الأحوال ⟩ (الحكمة العطائية: 9)
4. ⟨ إنما أورد عليك الوارد؛ لتكون به عليه واردا ⟩ (الحكمة العطائية: 52)
5. ⟨ أورد عليك الوارد، ليستعملك من يد الأغيار، ويحررك من رق الآثار ⟩ (الحكمة العطائية: 53)
6. ⟨ أورد عليك الوارد، ليخرجك من سجن وجودك، إلى فضاء شهودك ⟩ (الحكمة العطائية: 54)
7. ⟨ قلما تكون الواردات الإلهية إلا بغتة، لئلا يدعيها العباد بوجود الاستعداد ⟩ (الحكمة العطائية: 69)
8. ⟨ نور مستودع في القلوب، مدده من النور الوارد من خزائن الغيوب ⟩ (الحكمة العطائية: 152)
9. ⟨ لا ينبغي للسالك أن يعبر عن وارداته؛ فإن ذلك يقل عملها في قلبه، ويمنعه وجود الصدق مع ربه ⟩ (الحكمة العطائية: 189)
10. ⟨ لا تدهشك واردات النعم عن القيام بحقوق شكرك، فإن ذلك مما يحط من وجود قدرك ⟩ (الحكمة العطائية: 200)
11. ⟨ متى وردت الواردات الإلهية عليك، هدمت العوائد عليك: «إن الملوك إذا دخلوا قرية أفسدوها» ⟩ (الحكمة العطائية: 216)
12. ⟨ الوارد يأتي من حضرة قهار؛ لأجل ذلك لا يصادمه شيء إلا دمغه: «بل نقذف بالحق على الباطل فيدمغه فإذا هو زاهق» ⟩ (الحكمة العطائية: 217)
13. ⟨ لا تزكين واردا لا تعلم ثمرته، فليس المراد من السحابة الإمطار، وإنما المراد منها وجود الإثمار ⟩ (الحكمة العطائية: 220)
14. ⟨ لا تطلبن بقاء الواردات بعد أن بسطت أنوارها، وأودعت أسرارها، فلك في الله غنى عن كل شيء، وليس يغنيك عنه شيء ⟩ (الحكمة العطائية: 221)
15. ⟨ لا يلزم من ثبوت الخصوصية عدم وصف البشرية: إنما مثل الخصوصية كإشراق شمس النهار ظهرت في الأفق، وليست منه؛ تارة تشرق شموس أوصافه على ليل وجودك، وتارة يقبض ذلك عنك، فيردك إلى حدودك، فالنهار ليس منك وإليك، ولكنه وارد عليك ⟩ (الحكمة العطائية: 249)